# Slag bij Mentana
De Slag bij Mentana was een veldslag op 3 november 1867 bij Mentana in Italië tussen Italiaanse vrijwilligers onder leiding van Giuseppe Garibaldi enerzijds, en Franse en Pauselijke troepen anderzijds. Tijdens de Risorgimento probeerden de troepen van Garibaldi Rome in te nemen om Italië te verenigen en om de Scheiding van Kerk en Staat te bewerkstelligen. De slag eindigde in een overwinning voor de Franse en Pauselijke troepen.

## Achtergrond
Het eerste Italiaanse parlement dat bijeenkwam in Turijn riep Victor Emanuel II van Savoye uit tot Koning van Italië op 17 maart 1861. Tien dagen later, op 27 maart 1861, riep dit parlement Rome uit tot hoofdstad van Italië. Maar het parlement kon in Rome geen zitting nemen doordat Napoleon III een Frans garnizoen had gelegerd om Paus Pius IX in het zadel te houden. Dit creëerde een wankele politieke situatie. In 1862 ondernam Giuseppe Garibaldi, de held van de Italiaanse eenwording, vanuit Sicilië met de leus Roma o Morte (Rome of Dood) een expeditie om Rome in te nemen. De expeditie werd echter door Italiaanse troepen tegengehouden in de bergen van Aspromonte. Garibaldi werd gevangengenomen, maar later vrijgelaten. Dit onder dwang van Napoleon III die dreigde met een militaire interventie als Garibaldi niet werd gestopt.
Op 15 september 1864 werd de septemberconventie getekend door de Italiaanse regering en Napoleon III. De Italiaanse regering zou de Kerkelijke Staat beschermen tegen bedreigingen en Florence zou hoofdstad worden. In ruil daarvoor zou het Franse leger zich binnen twee jaar terugtrekken, zodat het Pauselijke leger de tijd had om zichzelf te reorganiseren. Onder de Italianen bestond echter grote weerstand tegen dit verdrag. Er ontstonden talrijke opstootjes en de roep om Rome te 'bevrijden' werd sterker.

## Garibaldi's expeditie
In de Derde Italiaanse Onafhankelijkheidsoorlog werden Mantua en Venetië bevrijd van de Oostenrijkers. Vanaf 12 augustus 1866 was Rome daardoor het laatste stukje van de Italiaanse puzzel dat nog ontbrak. En in december van dat jaar vertrokken Franse troepen van uit Rome naar Frankrijk
Op 9 september 1867 verklaarde Garibaldi op een vredescongres in Genève dat het pausdom "de ontkenning van God ... schande en plaag van Italië" was. Op dat moment was zijn populariteit op een hoogtepunt vanwege zijn successen tegen de Oostenrijkers. Hij kreeg daarom de gelegenheid om een klein leger van 10 000 vrijwilligers te verzamelen. Het plan was om naar Rome te marcheren en om de overwinning te bereiken door een opstand onder de bevolking te ontketenen. Intussen stuurde de Franse keizer Napoleon III zijn troepen weer terug naar Rome om het leger van de Paus, bestaande uit de Zwitserse Garde en Pauselijke Zoeaven, nagenoeg allemaal buitenlandse vrijwilligers, te ontzetten.

## Invasie in Lazio

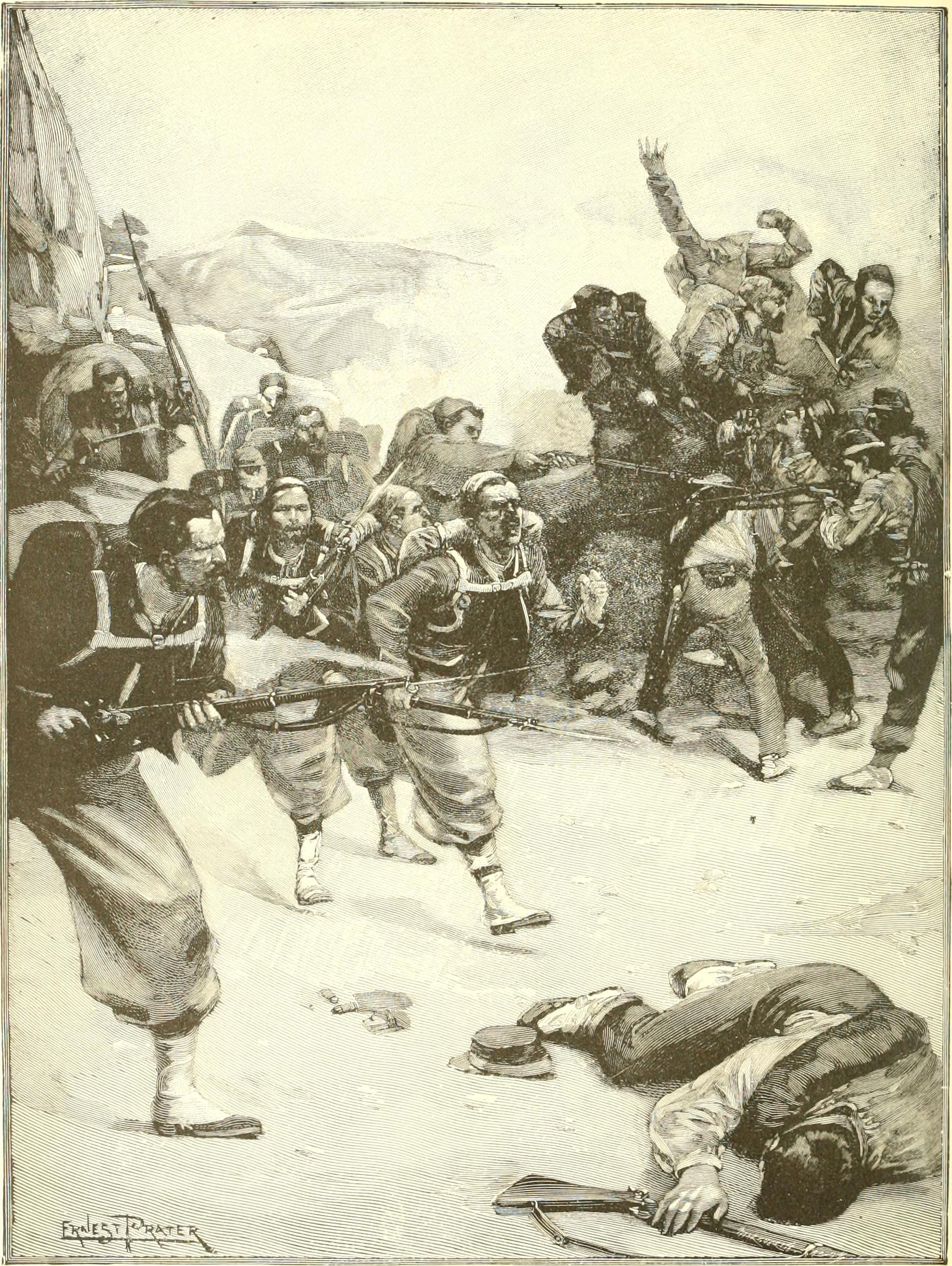
Ernest Prater: Pauselijke Zoeaven vallen de barricades in Mentana aan.

De invasie van Garibaldi's vrijwilligers had plaats in de regio Lazio waarin Rome ligt. Een kleine groep van 70 vrijwilligers onder leiding van de gebroeders Enrico en Giovanni Cairoli deden een gewaagde poging om Rome in te nemen. De groep reisde per boot van Terni over de Tiber. De bevolking van Rome was inderdaad bereid om tegen de Pauselijke heerschappij in opstand te komen. Op 22 oktober 1867 wisten de opstandelingen de Capitolijn en de Piazza Colonna in te nemen. Giuseppe Monti en Gaetano Tognetti wisten met een mijn het Palazzo Serristori, hoofdkwartier van de Pauselijke Zoeaven, op te blazen waarbij 23 zoeaven, onder wie negen Italianen, en vier burgers omkwamen. Monti en Tognetti werden later onthoofd.
Maar toen de gebroeders Cairoli in Rome kwamen hadden de Pauselijk Zoeaven de opstand al bruut onderdrukt. Gedurende de nacht van 22 oktober 1867 was de groep omringd door Pauselijke troepen. Giovanni was ernstig gewond, en zijn broer Enrico bloedde dood in zijn armen. De laatste groep opstandelingen in Rome, in de wijk Trastevere, werd gevangengenomen op 25 oktober. Een jaar later werden ze allemaal geëxecuteerd. 
Garibaldi had met ongeveer 8100 manschappen de buurt van Rome bereikt. Hij bezette Tivoli, Acquapendente en Monterotondo. Hier stopte hij, wachtend op een nieuwe opstand die nooit zou komen. Drie dagen later trok hij naar Via Nomentana, om de rebellen tot actie te bewegen, maar hij keerde de volgende dag terug naar Monterotondo. Op dezelfde dag scheepten de Franse troepen uit in Civitavecchia.

## De slag
Op 3 november 1867 trokken de Franse en pauselijke legers over de Via Nomentana om Garibaldi's leger aan te vallen. Het Franse leger was goed geoefend, en uitgerust met het het nieuwe Chassepot geweer. Garibaldi's troepen waren minder goed geëquipeerd. Desondanks wist Garibaldi's leger stand te houden bij Mentana. Dat veranderde toen de Pauselijke Zoeaven de weg tussen Mentana en Monterotondo wisten in te nemen. Garibaldi vocht persoonlijk mee maar kon niet voorkomen dat zijn troepen werden omsingeld. De overlevenden zochten dekking in het kasteel van Mentana; sommigen gaven zich de volgende ochtend over, anderen vluchtten naar Monterotondo.
Op 4 november 1867 trok Garibaldi zich terug met 5100 overlevenden.

## Na afloop
Na afloop bleef een Frans garnizoen in Civitavecchia tot het in augustus 1870 werd teruggeroepen naar Frankrijk vanwege het uitbreken van de Frans-Duitse Oorlog. De Inname van Rome door de Italianen volgde alsnog op 20 september 1870 en daarmee werd Italië verenigd.

## Nalatenschap
In Mentana herinnert aan deze slag het monument Ara dei Caduti (Altaar van de Gevallenen), dat is gebouwd over het massagraf van de Italiaanse patriotten die tijdens deze slag stierven. 
In Rome, op de top van de Villa Glori, vlak bij de plaats waar Enrico Cairoli stierf, staat een eenvoudige witte pilaar ter herinnering aan de gebroeders Cairoli en hun 70 manschappen. Zo'n 100 meter links vanaf de top van de Spaanse Trappen staat een bronzen monument van Giovanni Cairoli die de stervende Enrico vasthoudt. Op een plaket staan de namen van deze 70 dapperen.
De Franse schrijver Victor Hugo schreef het gedicht Mentana over de veldslag.